# Ökonom (kirchlich)
Ökonom (lateinisch oekonomus, englisch finance officer) nennt das katholische Kirchenrecht die für die Verwaltung kirchlichen Vermögens zuständigen Personen.

## Ökonom der Gesamtkirche und der Diözesen
Der übergeordnete Ausdruck ist der eines Verwalters des kirchlichen Vermögens; in diesem Sinne „hat der Papst die oberste Verwaltung und Verfügung über alle Kirchengüter“ inne, ist deren Verwalter und Verfügungsberechtigter.
Konkret aber hat in jeder Diözese „der Bischof nach Anhörung des Konsultorenkollegiums und des Vermögensverwaltungsrates einen Ökonom zu ernennen, der in wirtschaftlichen Fragen wirklich erfahren ist und sich besonders durch Rechtschaffenheit auszeichnet“. Er wird jeweils für fünf Jahre ernannt und hat „gemäß dem vom Vermögensverwaltungsrat festgelegten Haushaltsplan das Diözesanvermögen unter der Autorität des Bischofs zu verwalten und aus den festgesetzten Einnahmen der Diözese die Ausgaben zu tätigen, die der Bischof oder andere von ihm dazu Beauftragte rechtmäßig angeordnet haben“, sowie jährliche Wirtschaftsberichte vorzulegen. Das Kirchenrecht verpflichtet zugleich die Ökonomen sowohl auf das jeweilige staatliche Recht, wie auf eine wirtschaftlich effiziente und transparente Vermögensverwaltung.
In Deutschland werden die Ökomen einer Diözese meist „Diözesanökonom“, „Finanzdirektor“ oder „Finanzdezernent“ betitelt; manchmal ist auch nur vom „Leiter Bereich Finanzen“ oder einfach „Abteilungsleiter“ die Rede. Die Abgrenzung zur Verantwortlichkeit und Zuständigkeit des Generalvikars bzw. zu neu eingeführten Verwaltungsdirektoren ist dabei sehr unterschiedlich und nicht immer klar geregelt.

## Ökonom der Ordensgemeinschaften und Klöster
Das katholische Kirchenrecht, der Codex Iuris Canonici (CIC) bzw. für den Bereich der orientalischen Riten der Codex Canonum Ecclesiarum Orientalium (CCEO), legt fest, dass alle Ordensgemeinschaften, aber auch eine Gesellschaft des apostolischen Lebens oder ein Säkularinstitut auf allen Ebenen einen Ökonomen oder eine Ökonomin haben müssen, die bzw. der für die wirtschaftlichen Fragen und die Verwaltung des Vermögens zuständig ist. Für die gesamte Ordensgemeinschaft ist dies der allgemeine Ökonom (Generalökonom), für die Provinz der Provinzökonom und für eine einzelne Niederlassung der Konvents- oder Hausökonom. In der benediktinischen Tradition der Klöster tragen die für die Ökonomie Zuständigen den Titel Cellerar bzw. Cellerarin.

„In jedem Institut und ähnlich in jeder Provinz, die von einem höheren Oberen geleitet wird, hat es einen Ökonomen zu geben, der vom höheren Oberen verschieden und nach Vorschrift des Eigenrechts eingesetzt ist; er hat die Verwaltung des Vermögens unter der Leitung des entsprechenden Oberen durchzuführen. Auch in den örtlichen Kommunitäten soll ein vom Hausoberen verschiedener Ökonom eingesetzt werden, soweit das möglich ist.“

Das Amt wird unter der Aufsicht des für die entsprechende Ebene zuständigen Ordensoberen, den höchsten Ordensoberen, Provinzialen oder Hausoberen (Leitung des Konvents) durchführt. Die Verantwortlichen für die Vermögensverwaltung werden nach dem Eigenrecht des jeweiligen Instituts eingesetzt und dürfen nicht mit den Oberen identisch sein. Sie müssen auf der Ebene der höheren Oberen (nach herrschender Auslegung des Can. 636 CIC) Mitglied der betreffenden Gemeinschaft sein. Gewöhnlich sind sie auf der der jeweiligen Ebene Mitglied der Beratungsgremien, auf der höchsten (allgemeinen) Ebene also des Generalrats dieses Instituts.
Die Vermögensverwaltung der Orden ist dabei an dieselben Grundsätze gebunden, wie die allgemeine kirchliche Vermögensverwaltung, und damit auch an die „Vorschriften sowohl des kanonischen als auch des weltlichen Rechts“ sowie an das jeweils gültige Arbeitsrecht und die Verpflichtung zur Zahlung eines gerechten und angemessenen Lohns und andere gesetzliche Vorschriften gebunden. Für die Ordensgemeinschaften gilt darüber hinaus das Partikularrecht, insbesondere dort festgelegte Vorschriften für die Regeln zur Armut der jeweiligen Gemeinschaft.